# BleachBit
BleachBit è un software libero per la pulizia dello spazio disco, la protezione della privacy, e l'ottimizzazione delle prestazioni del computer.

## Storia
BleachBit è stato rilasciato pubblicamente il 24 dicembre 2008 per i sistemi GNU/Linux.
La versione 0.4.0 ha introdotto CleanerML, linguaggio di markup per la scrittura di nuovi strumenti di pulizia.
Il 29 maggio 2009 nella versione 0.5.0 è sta aggiunto il supporto per Windows XP, Vista e 7.
Il 16 settembre del 2009, la versione 0.6.4 ha introdotto il supporto per la riga di comando.
BleachBit è disponibile per il download attraverso il suo sito web ed i repository di molte distribuzioni.
A partire dal 15 Ottobre 2009, BleachBit è stato più attivo di 99,972% dei progetti su SourceForge, e in base alla popolarità di Ubuntu Popularity Contest, BleachBit era più popolare del 93.44% dei pacchetti installati.

## Caratteristiche
- Identificare e rimuovere la cache, i cookie, la cronologia, ed i file di log temporanei per Firefox, Opera, Safari, APT, Google Chrome
- Rimozione delle localizzazioni non utilizzate (traduzioni di software)
- Sovrascrittura dello spazio su disco non allocato per ridurre al minimo la possibilità di recupero dei dati cancellati
- Interfaccia a riga di comando per l'automazione di script e il funzionamento senza supervisione

## Tecnologia
BleachBit è scritto in Python e utilizza PyGTK.
La maggior parte degli strumenti di BleachBit sono scritti in CleanerML, un linguaggio di markup basato su XML.
CleanerML si occupa non solo dell'eliminazione di file, ma esegue anche azioni più specialistiche come l'ottimizzazione di database SQLite (utilizzato, per esempio, per pulire Yum).
Lo strumento di sovrascrittura di file di BleachBit utilizza solo un singolo passaggio a causa della mancanza di prove che più passaggi siano più efficaci. Inoltre, più passaggi sono significativamente più lenti e possono dare all'utente un falso senso di sicurezza.